# Jiří Parma
Jiří Parma (n. 9 ianuarie 1963, Frenštát pod Radhoštěm⁠(d), Republica Socialistă Cehă, Cehoslovacia) este un săritor cu schiurile ce a reprezentat Cehia, medaliat olimpic. A participat la 3 ediții ale Jocurilor Olimpice (1988, 1992, 1994) în care a câștigat o medalie de bronz.